# Muhammed Fuad pascha
Muhammed Fuad pascha (även Deli Fuad pascha), född 1835 i Kairo, död 1931, var en turkisk militär
Fuad föddes i Kairo men uppfostrades i Konstantinopel. Han utmärkte sig som organisatör och befälhavare under kriget mot Ryssland 1877, och utnämndes 1878 till fältmarskalk. Fuad blev dock redan 1879 avsatt med anledning av ett misslyckat försök att störta arméns överbefälhavare Osman pascha, men lyckades senare återvinna sultanens nåd och befordrades nu till generaladjutant. Som ivrig framstegsman kämpade Fuad för genomförande av reformer i armén och statsskicket, vilket till slut medförde, att han, anklagad för revolutionära stämplingar, i februari 1902 ströks ur armén och förvisades till Syrien. Vid den ungturkiska revolutionen 1908 återvände han till Konstantinopel.